# Goszyce (województwo małopolskie)
Goszyce – wieś w Polsce położona w województwie małopolskim, w powiecie krakowskim, w gminie Kocmyrzów-Luborzyca, w północno-wschodniej części województwa małopolskiego.
W latach 1975–1998 miejscowość administracyjnie należała do województwa krakowskiego.

## Dzieje
Pierwsze zapiski wspominają o Goszycach po raz pierwszy w dokumencie Kazimierza III Wielkiego z 1361 roku. Przez pewien okres były one własnością króla Jadwigi Andegaweńskiej. W 1398 roku król Władysław II Jagiełło zgodnie z jej wolą odstąpił Goszyce kapitule krakowskiej. Później ich właścicielką została Jadwiga z Tenczyna.
W roku 1673 powstał tu drewniany dworek zwany modrzewiowym.
W 1820 roku właścicielem Goszyc został prof. Wojciech Boduszyński. Za udział w powstaniu jego syna Feliksa Boduszyńskiego w 1831 roku ziemie goszyckie zostały skonfiskowane przez rząd rosyjski, lecz na mocy amnestii wróciły częściowo do właściciela, a częściowo zostały rozdzielone pomiędzy służbę dworską. Z córką Feliksa Józefą ożenił się Antoni Zawisza, który przejął majątek. W 1890 roku syn Antoniego, Artur Zawisza zbudował drugi dwór. Po latach jego córka Zofia Zawiszanka, zwiadowczyni Legionów, pisarka i poetka, wraz z drugim mężem inż. Romualdem Kernem, gospodarowała w Goszycach aż do reformy rolnej w roku 1945. Wcześniej, w 1914 roku, część ziem, tzw. Legionówka została podzielona na dziesięciomorgowe gospodarstwa, którymi Zofia Zawisza-Kernowa obdarowała legionistów.

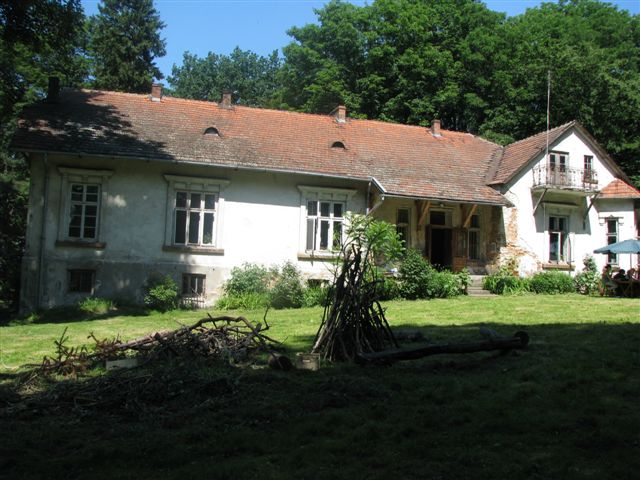
Dwór rodziny Zawiszów, w którym podczas II wojny światowej mieszkali m.in. Anna i Jerzy Turowiczowie. Goszyce, 22 czerwca 2008 r.

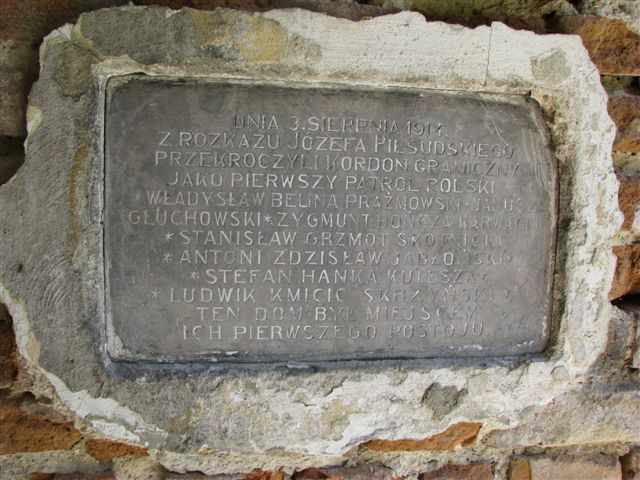
Tablica upamiętniająca pobyt patrolu wojskowego Władysława Beliny-Prażmowskiego w Goszycach 4 sierpnia 1914 r.

W 1945 roku ziemie dworu goszyckiego rozdzielono pomiędzy służbę dworską a zabudowania gospodarcze z polem ok. 20 ha zostały oddane w użytkowanie Akademii Górniczo-Hutniczej w Krakowie. Tu przez parę lat znajdował się ośrodek szkolenia studentów AGH.
Goszyce są starą prehistoryczną osadą. Początki działalności ludzkiej sięgają tu kilka tysięcy lat p.n.e. Przedstawiciele Akademii Umiejętności w 1936 roku natrafili tu na chaty i jamy mieszkalne, a w nich na liczny materiał ceramiczny i ślady palenisk. Na terenie lasu goszyckiego natrafiono na cmentarzysko wczesnohistoryczne, na grób ciałopalny oraz wiele innych cennych materiałów. W Goszycach wznosi się mogiła usypana poległym powstańcom z 1831 roku. Według przekazów, kiedyś była to duża mogiła, dziś jest to nieduży kopczyk z krzyżem na kamiennym cokole.
W Goszycach urodziła się Wiktoria Grzywacz, kawaler Krzyża Srebrnego Orderu Virtuti Militari.
Goszyce odwiedzały postaci znane z kart historii Polski:
- Gościł tu podobno król Jan III Sobieski po zwycięstwie wiedeńskim.
- Tędy 3 kwietnia 1794 roku Tadeusz Kościuszko z wojskiem oraz chłopami przeszedł z Luborzycy do Koniuszy w drodze do Racławic, gdzie 4 kwietnia 1794 stoczono historyczną bitwę. Przez wieś biegnie droga „Szlakiem Kościuszki” zbudowana w 1964 r.
- W 1914 roku przybył do Goszyc patrol strzelecki Pierwszej Kompanii Kadrowej pod dowództwem mjr Władysława Beliny-Prażmowskiego.
- W sierpniu 1924 gościł tu marszałek Józef Piłsudski.
- Na przełomie 1944/1945 w Goszycach mieszkał i tworzył Czesław Miłosz, po ucieczce z obozu na Okęciu poeta chronił się w Janisłowicach, następnie po zaproszeniu Jerzego Turowicza, zięcia Zofii Kernowej, w Goszycach.

## Zabytki
Obiekty wpisane do rejestru zabytków nieruchomych województwa małopolskiego.
- Zespół dworski, dwór drewniany, park;
- zespół dworsko-parkowy.